# Volkan Yaman
Volkan Yaman (Monaco di Baviera, 27 agosto 1982) è un ex calciatore turco nato in Germania, di ruolo difensore.

## Carriera
Ha debuttato per l'Antalyaspor il 6 agosto 2006, in una partita contro gli avversari turchi del Çaykur Rizespor.
Inoltre, è stato convocato alcune volte nella propria Nazionale maggiore: il primo incontro con la casacca della selezione del suo paese l'ha disputato il 24 maggio del 2006. La partita, disputatasi contro il Belgio nel Fenix Stadion di Genk, è terminata in parità (3-3).

## Palmarès

### Club

#### Competizioni nazionali
- Campionato turco: 1

Galatasaray: 2007-2008
- Supercoppa di Turchia: 1

Galatasaray: 2008